# Taggäxing
Taggäxing (Cynosurus echinatus) är en gräsart som beskrevs av Carl von Linné. Enligt Catalogue of Life ingår Taggäxing i släktet kamäxingar och familjen gräs, men enligt Dyntaxa är tillhörigheten istället släktet kamäxingar och familjen gräs. Arten förekommer tillfälligt i Sverige, men reproducerar sig inte. Inga underarter finns listade i Catalogue of Life.

## Bildgalleri

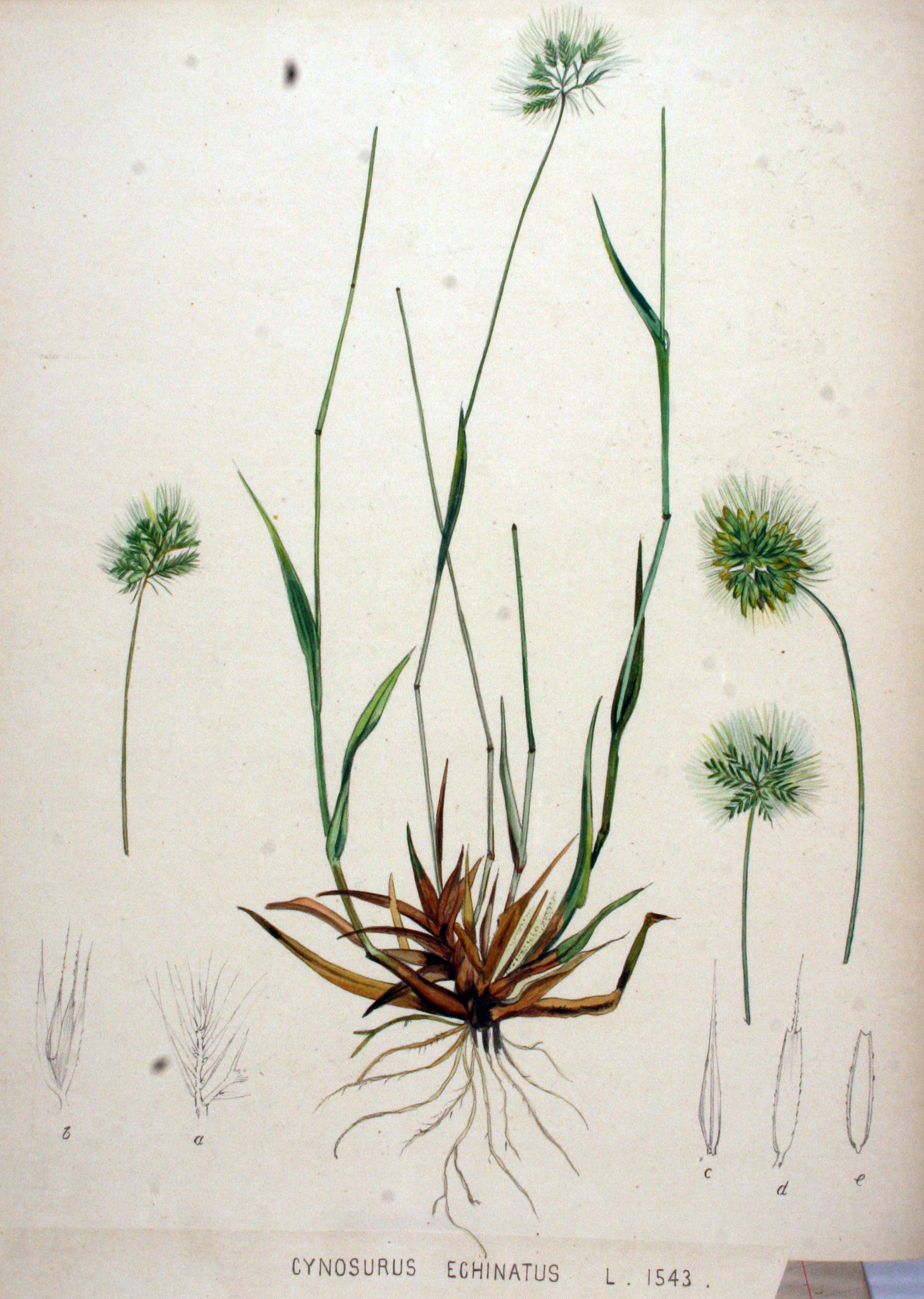
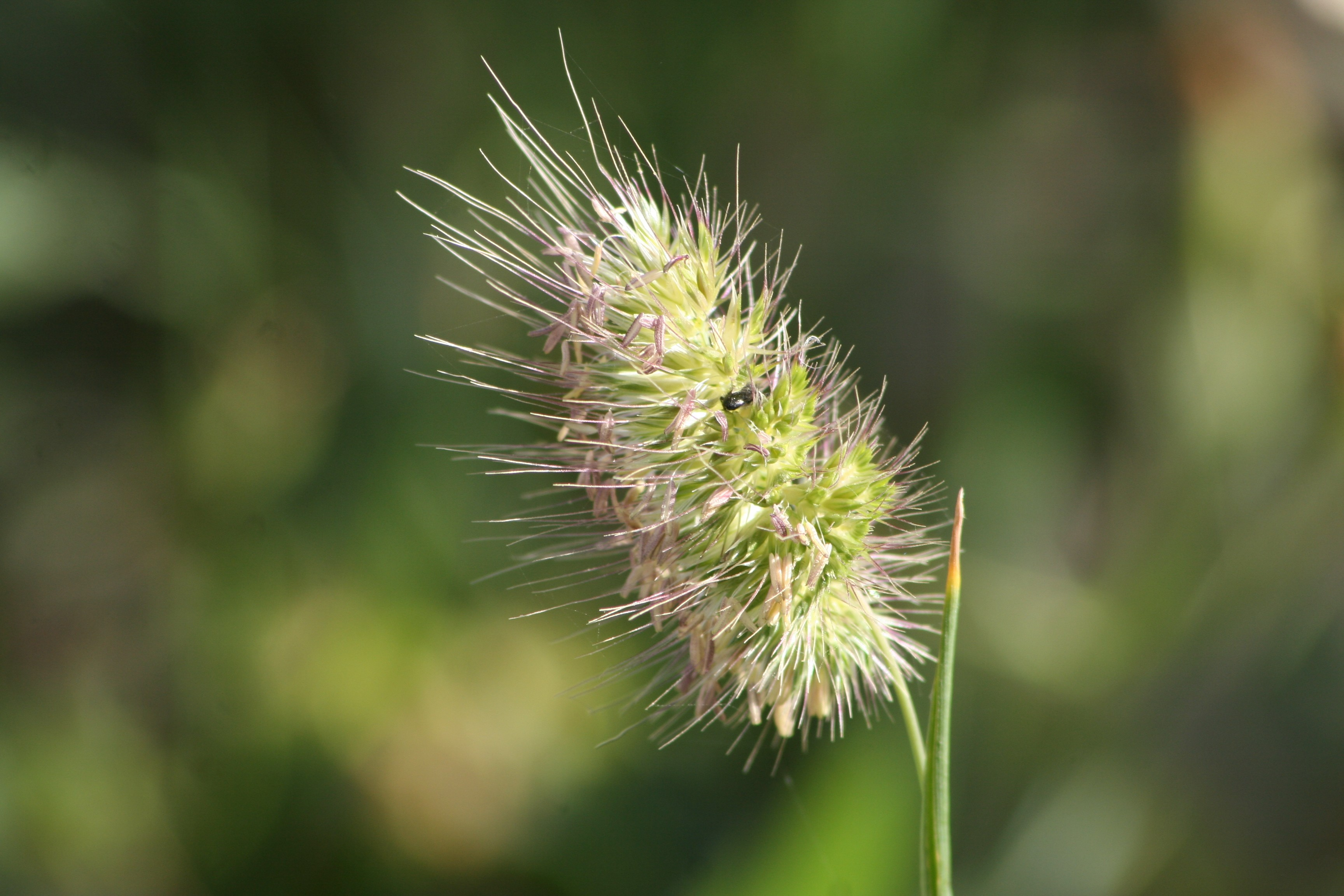
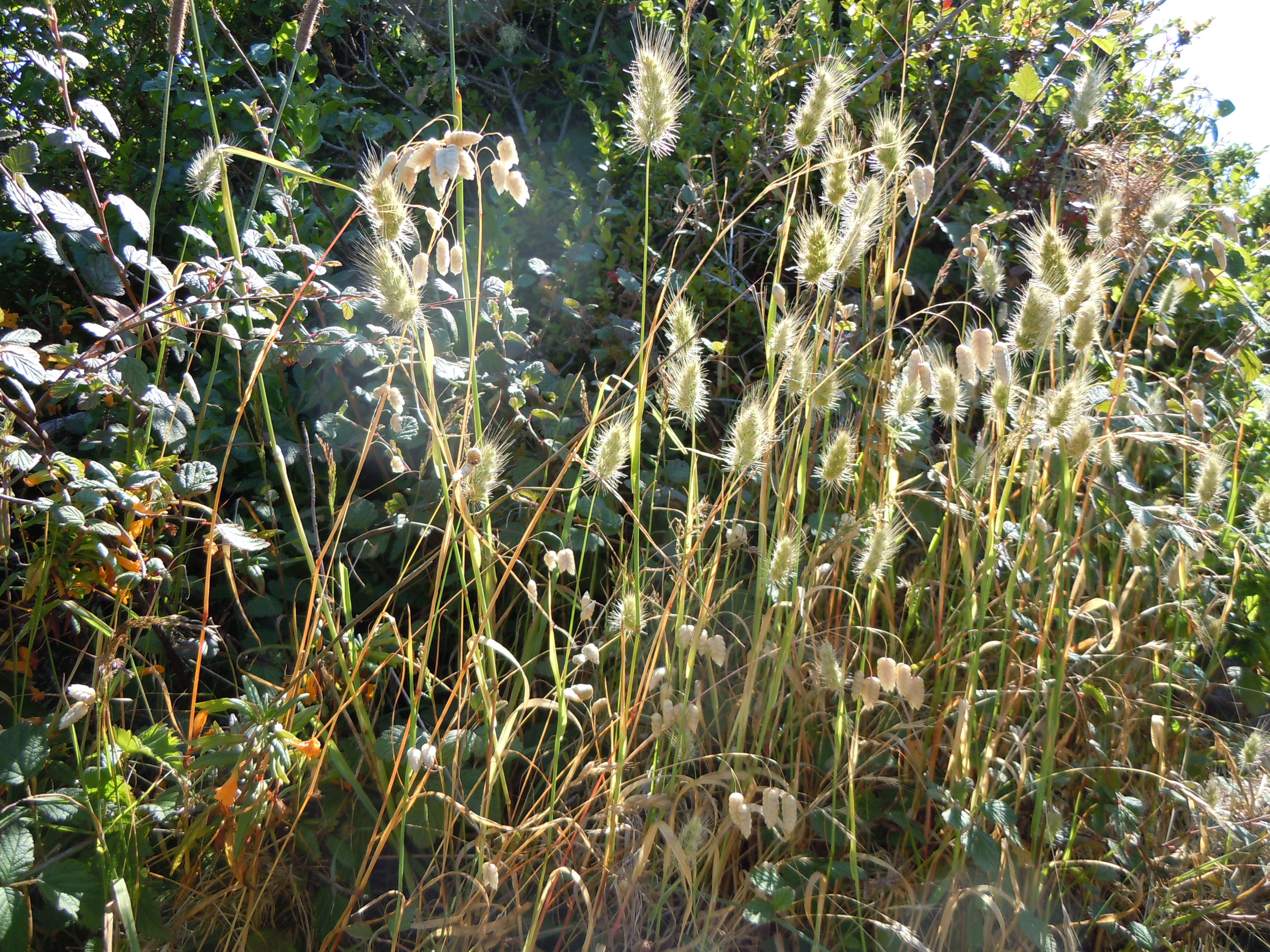
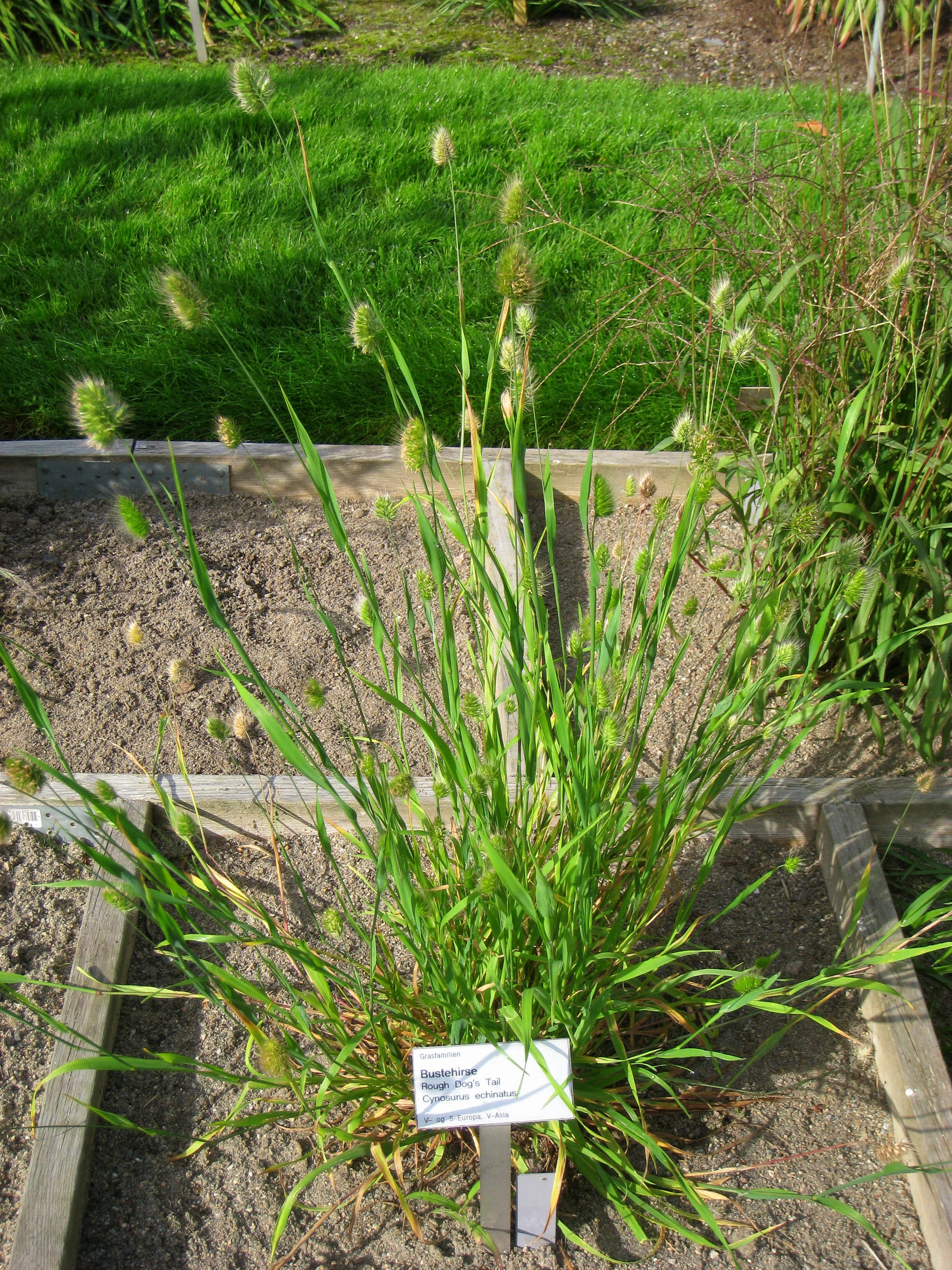